# Evelina
Evelina este o nuvelă scrisă de James Joyce, făcând partea din colecția de nuvele Oameni din Dublin.